# Division nationale (Schach) 2000/01
Die Division nationale (Schach) 2000/01 war die höchste Spielklasse der luxemburgischen Mannschaftsmeisterschaft im Schach.
Meister wurde zum sechsten Mal in Folge Gambit Bonnevoie, das alle Wettkämpfe gewann. Aus der Promotion d'honneur waren Les pions Perlé und Bissen aufgestiegen, die beide direkt wieder absteigen mussten. Zu den gemeldeten Mannschaftskadern siehe Mannschaftskader der Division nationale (Schach) 2000/01.

## Modus
Das Turnier war unterteilt in eine Vorrunde und eine Endrunde. Die acht teilnehmenden Mannschaften spielten zunächst ein einfaches Rundenturnier. Die ersten Vier spielten im Poule Haute um den Titel, die letzten vier im Poule Basse gegen den Abstieg. Über die Platzierung entschied zunächst die Summe der Mannschaftspunkte (1 Punkt für einen Sieg, 0,5 Punkte für ein Unentschieden, 0 Punkte für eine Niederlage), anschließend die Zahl der Brettpunkte (1 Punkt für einen Sieg, 0,5 Punkte für ein Remis, 0 Punkte für eine Niederlage). Für die Endplatzierung wurden sowohl die Punkte aus der Vorrunde als auch die Punkte aus der Endrunde berücksichtigt.

## Spieltermine
Die Wettkämpfe wurden ausgetragen am 8. Oktober, 5. und 19. November, 10. Dezember 2000, 7. und 21. Januar, 4. Februar, 4. und 18. März und 1. April 2001.

## Vorrunde
Wie in den Vorjahren qualifizierten sich Gambit Bonnevoie, Le Cavalier Differdange, Cercle d'échecs Dudelange und De Sprénger Echternach für den Poule Haute.

### Abschlusstabelle
| Pl. | Verein                                      | Sp | G | U | V | MP      | Brett-P.  |
| --- | ------------------------------------------- | -- | - | - | - | ------- | --------- |
| 01. | Gambit Bonnevoie (M)                        | 7  | 7 | 0 | 0 | 7:0     | 43,5:12,5 |
| 02. | Le Cavalier Differdange                     | 7  | 5 | 0 | 2 | 5:2     | 38,0:28,0 |
| 03. | Cercle d'échecs Dudelange                   | 7  | 4 | 1 | 2 | 4,5:2,5 | 30,5:25,5 |
| 04. | De Sprénger Echternach                      | 7  | 4 | 1 | 2 | 4,5:2,5 | 30,5:25,5 |
| 05. | Cercle d'échecs Philidor Dommeldange-Beggen | 7  | 3 | 0 | 4 | 3:4     | 27,5:28,5 |
| 06. | Le Cavalier Belvaux                         | 7  | 2 | 1 | 4 | 2,5:4,5 | 20,0:36,0 |
| 07. | Les pions Perlé (N)                         | 7  | 1 | 1 | 5 | 1,5:5,5 | 21,0:35,0 |
| 08. | Bissen (N)                                  | 7  | 0 | 0 | 7 | 0:7     | 13,0:43,0 |

### Entscheidungen
|     | Teilnehmer am Poule Haute: Gambit Bonnevoie, Le Cavalier Differdange, Cercle d'échecs Dudelange, De Sprénger Echternach |
|     | Teilnehmer am Poule Basse: Cercle d'échecs Philidor Dommeldange-Beggen, Le Cavalier Belvaux, Les pions Perlé, Bissen    |
| (M) | Meister der letzten Saison                                                                                              |
| (N) | Aufsteiger der letzten Saison                                                                                           |

### Kreuztabelle
| Ergebnisse | Ergebnisse                                  | 01. | 02. | 03. | 04. | 05. | 06. | 07. | 08. |
| ---------- | ------------------------------------------- | --- | --- | --- | --- | --- | --- | --- | --- |
| 01.        | Gambit Bonnevoie                            |     | 5   | 6½  | 6   | 6½  | 6½  | 5½  | 7½  |
| 02.        | Le Cavalier Differdange                     | 3   |     | 5½  | 3½  | 5   | 7   | 6   | 8   |
| 03.        | Cercle d'échecs Dudelange                   | 1½  | 2½  |     | 5   | 6   | 4   | 5½  | 6   |
| 04.        | De Sprénger Echternach                      | 2   | 4½  | 3   |     | 4½  | 6½  | 4   | 6   |
| 05.        | Cercle d'échecs Philidor Dommeldange-Beggen | 1½  | 3   | 2   | 3½  |     | 5½  | 6½  | 5½  |
| 06.        | Le Cavalier Belvaux                         | 1½  | 1   | 4   | 1½  | 2½  |     | 5   | 4½  |
| 07.        | Les pions Perlé                             | 2½  | 2   | 2½  | 4   | 1½  | 3   |     | 5½  |
| 08.        | Bissen                                      | ½   | 0   | 2   | 2   | 2½  | 3½  | 2½  |     |

## Endrunde

### Poule Haute
Bonnevoie ging mit zwei Punkten Vorsprung auf Differdange in die Endrunde, und nachdem Differdange Dudelange unterlag, war die Titelverteidigung Bonnevoies bereits zwei Runden vor Schluss perfekt.

#### Abschlusstabelle
| Pl. | Verein                    | Sp | G  | U | V | MP      | Brett-P.  |
| --- | ------------------------- | -- | -- | - | - | ------- | --------- |
| 01. | Gambit Bonnevoie (M)      | 10 | 10 | 0 | 0 | 10:0    | 61,0:19,0 |
| 02. | Cercle d'échecs Dudelange | 10 | 6  | 1 | 3 | 6,5:3,5 | 43,0:37,0 |
| 03. | Le Cavalier Differdange   | 10 | 6  | 0 | 4 | 6:4     | 50,0:30,0 |
| 04. | De Sprénger Echternach    | 10 | 4  | 1 | 5 | 4,5:5,5 | 36,5:43,5 |

#### Entscheidungen
|     | Luxemburgischer Meister: Gambit Bonnevoie I. Mannschaft |
| (M) | Meister der letzten Saison                              |

#### Kreuztabelle
| Ergebnisse | Ergebnisse                | 01. | 02. | 03. | 04. |
| ---------- | ------------------------- | --- | --- | --- | --- |
| 01.        | Gambit Bonnevoie          |     | 5½  | 6½  | 5½  |
| 02.        | Cercle d'échecs Dudelange | 2½  |     | 4½  | 5½  |
| 03.        | Le Cavalier Differdange   | 1½  | 3½  |     | 7   |
| 04.        | De Sprénger Echternach    | 2½  | 2½  | 1   |     |

### Poule Basse
Nach der Vorrunde stand Bissen praktisch schon als Absteiger fest, während Perlé noch hoffen konnte, Belvaux abzufangen. Nachdem allerdings Belvaux zu Beginn der Endrunde den direkten Vergleich gegen Perlé deutlich gewonnen hatte, war Perlés Abstieg so gut wie besiegelt.

#### Abschlusstabelle
| Pl. | Verein                                      | Sp | G | U | V | MP      | Brett-P.  |
| --- | ------------------------------------------- | -- | - | - | - | ------- | --------- |
| 05. | Cercle d'échecs Philidor Dommeldange-Beggen | 10 | 6 | 0 | 4 | 6:4     | 46,5:33,5 |
| 06. | Le Cavalier Belvaux                         | 10 | 4 | 1 | 5 | 4,5:5,5 | 31,5:48,5 |
| 07. | Les pions Perlé (N)                         | 10 | 1 | 2 | 7 | 2:8     | 29,5:51,5 |
| 08. | Bissen (N)                                  | 10 | 0 | 1 | 9 | 0,5:9,5 | 22,0:58,0 |

#### Entscheidungen
|     | Absteiger in die Promotion d'honneur: Les pions Perlé, Bissen |
| (N) | Aufsteiger der letzten Saison                                 |

#### Kreuztabelle
| Ergebnisse | Ergebnisse                                  | 05. | 06. | 07. | 08. |
| ---------- | ------------------------------------------- | --- | --- | --- | --- |
| 05.        | Cercle d'échecs Philidor Dommeldange-Beggen |     | 8   | 5   | 6   |
| 06.        | Le Cavalier Belvaux                         | 0   |     | 6½  | 5   |
| 07.        | Les pions Perlé                             | 3   | 1½  |     | 4   |
| 08.        | Bissen                                      | 2   | 3   | 4   |     |

## Die Meistermannschaft
| 1.            | Gambit Bonnevoie |
| Schachfiguren | Fred Berend, Thomas Pähtz, Gilles Daubenfeld, Anthony Wirig, Robert Ackermann, Léon Meeussen, Pedro Magalhaes, Sam Paulus, Michael Wiedenkeller, Denis Baudot, Tom Weber, Hervé Hansen, Timothy Upton, Pierre Blaeser, Anthony Denisart, Elvira Berend, Andreas Roll, Lars-Bo Rasmussen, Dmitri Goriachnik, Pierre Christen. |